# Mílatos
Mílatos (en grec, Μίλατος) és un poblet de Grècia situat a l'illa de Creta. Pertany a la unitat perifèrica de Lassithi, al municipi d'Agios Nikolaos i a la unitat municipal de Vrakhassi. L'any 2011 tenia una població de 178 habitants.

## Història i arqueologia de la zona
Al territori de Mílatos s'han trobat restes arqueològiques que abasten des de finals del Neolític fins al període hel·lenístic i inclouen els períodes de la civilització minoica. Hi ha tres assentaments prehistòrics a la zona, denominats Mílatos I, Mílatos II i Mílatos Kastello. El lloc anomenat Mílatos Kastello, on s'ha trobat ceràmica des dels períodes neolític final o minoic antic I fins al període hel·lenístic, fou l'acròpoli de l'antic assentament, encara que les seues construccions no eren al cim del turó, sinó al vessant occidental. La necròpoli d'Agios Fanurios s'associa a aquest assentament.
Aquests antics assentaments solen identificar-se amb la ciutat cretenca que en fonts literàries antigues, com en la Ilíada d'Homer, es denominava Milet, però tal identificació no és segura, ja que també s'ha proposat la identificació de l'antic Milet amb Malia.
D'altra banda, l'anomenada «cova de Mílatos», situada en un congost a 3 km al nord-est del poble, conté restes del Neolític, com decoracions litogràfiques. En aquesta cova es produí, al febrer de 1823, durant la Guerra d'independència de Grècia, una tragèdia quan es refugiaren a la cova molts habitants del lloc. L'exèrcit de l'Imperi otomà, dirigit per Hassan Pasha, tractà que els refugiats abandonaren la cova pacíficament i es rendiren, però aquests s'hi negaren. Després d'uns dies de setge, els otomans calaren foc a l'entrada de la cova, i aquesta s'omplí de fum i els ocupants de la cova hagueren d'eixir-ne, però molts van morir. En homenatge als morts, es feu una inscripció en l'entrada de la cova i s'hi construí una capella i una ossera.